# Marcel Petiot
Pour les articles homonymes, voir Docteur Petiot et Petiot.
Marcel André Henri Félix Petiot, dit le docteur Petiot (alias « Wetterwald François », « Docteur Eugène » et « capitaine Henri Valery »), né le 17 janvier 1897 à Auxerre et guillotiné le 25 mai 1946 à Paris, est un médecin, criminel et homme politique français.
En 1946, il est condamné pour meurtres après la découverte à son domicile parisien des restes de vingt-sept personnes.

## Biographie

### Jeunesse

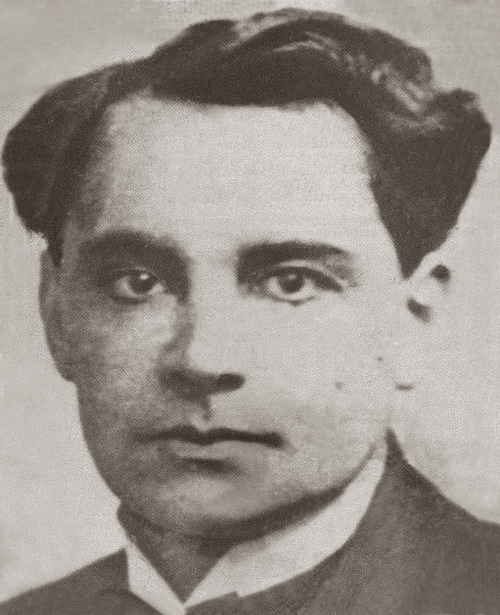
Marcel Petiot.

Marcel Petiot naît à Auxerre le 17 janvier 1897, dix ans avant son frère Maurice, né à Auxerre, le 20 décembre 1906 (et décédé à Charenton le 16 juin 1947). Il est le fils aîné de Félix Irénée Mustiole Petiot, alors âgé de 30 ans, employé des postes et télégraphes d'Auxerre, et de Marthe Marie Constance Joséphine Bourdon, alors âgée de 22 ans, sans emploi, mariés, locataires d'un appartement situé 100 rue de Paris à Auxerre, au dernier étage. Un oncle maternel par alliance est professeur de mathématiques au collège d'Auxerre. Marcel Petiot est issu de la petite bourgeoisie bourguignonne, son père étant devenu receveur des postes de Joigny.
Dès son enfance, il fait preuve d'une grande intelligence – à cinq ans, il lit comme un enfant de dix ans –, et une forte précocité – mais il manifeste des signes de violence : il serait allé jusqu'à distribuer des images obscènes en cours, à tirer au revolver sur des chats ou à en étrangler un après lui avoir plongé les pattes dans l'eau bouillante. Ces récits ultérieurs sur sa délinquance précoce ne sont cependant pas attestés et ont peut-être été inventés pour un public friand de ces faits divers.
Internée à Sainte-Anne pour une pathologie psychiatrique, sa mère meurt lorsqu'il a douze ans. Il suit alors son père à Joigny où ce dernier vient d'être nommé receveur. Il est par la suite renvoyé de plusieurs écoles pour indiscipline. À dix-sept ans, il est arrêté pour avoir fracturé des boîtes aux lettres, non pour voler les mandats mais pour y lire les lettres et cartes postales. Il n'est pas condamné, un psychiatre l'ayant déclaré inapte à être jugé, à cause de sa psychopathie manifeste, inadaptée socialement et anormale.
Abandonnant ses études de médecine pendant la Première Guerre mondiale, il devance l'appel et s'enrôle dans l'armée le 11 janvier 1916. Il est blessé au pied d'un éclat de grenade le 20 mars 1917. Accusé de vol de couverture à l'hôpital où il est soigné, il fait un premier séjour à la prison militaire d'Orléans avant d'être transféré dans le service psychiatrique de l'hôpital de Fleury-les-Aubrais où les psychiatres le déclarent neurasthénique, déséquilibré mental, dépressif paranoïaque et sujet à des phobies.
Il est tout de même renvoyé au front en 1918, blessé une nouvelle fois, et réformé pour troubles psychiatriques. La commission militaire de réforme de Sens fixe son invalidité à 40 % et le déclare réformé temporaire. Un an plus tard en 1920, à Orléans, une autre commission fixe à 100 % cette incapacité, ramenée à 50 % en mars 1921. Le 18 juillet 1923, une dernière commission conclut à une « psychose mélancolique », une « obsession de la persécution » et une « démence précoce ». Les anciens combattants bénéficiant d'un accès facile aux études et d'une procédure accélérée, il obtient en trois ans son diplôme de médecine de la Faculté de médecine de Paris le 15 décembre 1921, avec mention très bien ; sa thèse porte sur le syndrome de Landry.

### Villeneuve-sur-Yonne

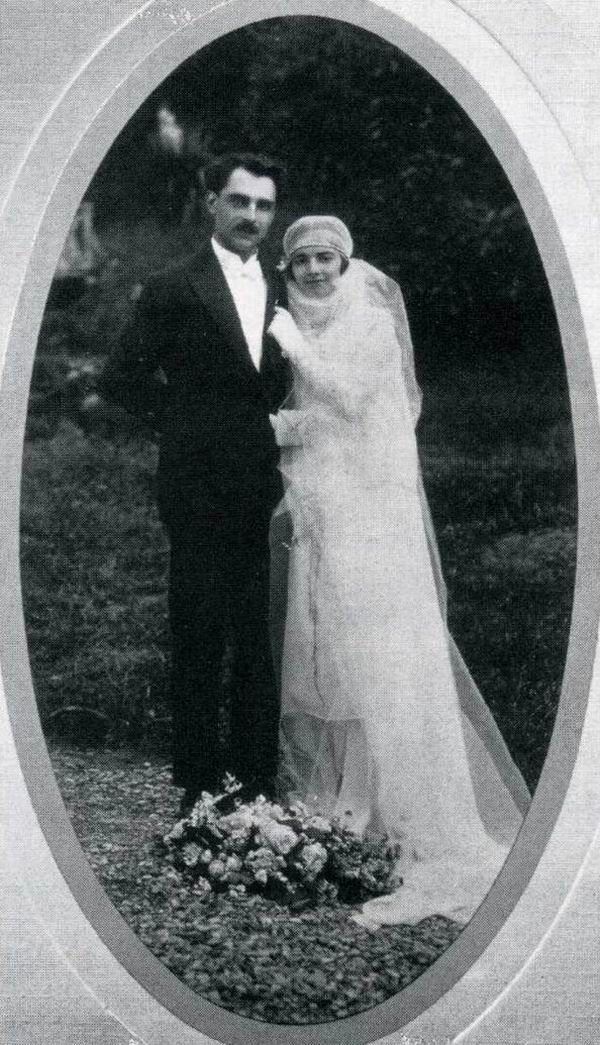
Photographie du mariage de Marcel Petiot et Georgette Lablais, 1927.

En 1922, il ouvre un cabinet médical à Villeneuve-sur-Yonne, où il devient rapidement populaire en offrant aux indigents consultations et vaccinations. Mais il se fait aussi remarquer par des tendances à la kleptomanie.
Élu conseiller municipal en 1925 puis maire en juillet 1926, il épouse le 4 juin 1927, à Seignelay, Georgette Valentine Lablais, fille d'un commerçant local propriétaire du restaurant parisien « Chez Marius », situé 5, rue de Bourgogne ; leur fils unique Gerhardt naît le 19 avril 1928. Rapidement, Petiot est cité devant les tribunaux pour plusieurs délits (fausses déclarations à l'assurance maladie, détournements de fonds). Son avocat, maître René Floriot, lui évite à chaque fois la prison ferme. Révoqué de son mandat de maire, en 1931, il se fait élire conseiller général mais est définitivement privé de tout mandat électif, en 1934, pour avoir trafiqué son compteur électrique.
Dès ce moment, plusieurs affaires inexpliquées suscitent des rumeurs, dont la disparition de sa bonne Louisette et l'incendie de la laiterie où est morte Mme Debauve, patronne de l'entreprise.
Poursuivi par la justice pour divers délits, il part s'installer à Paris en 1933.

### Paris
À son arrivée dans la capitale, Petiot ouvre un cabinet médical au premier étage du 66 rue de Caumartin - au-dessus d'un magasin d'objets de piété. Son entreprise est d'autant plus florissante qu'il organise une grande publicité, digne d'un charlatan, pour s'attirer des patients souffrant des maux les plus divers. Il vante sa pratique de l'électrothérapie. Il se prétend aussi spécialiste en désintoxication, ce qui lui permet de délivrer des ordonnances de complaisance à des toxicomanes ou morphinomanes sans risquer d'être interpellé pour trafic de stupéfiants.
En 1936, il est arrêté pour vol à l'étalage à la librairie Gibert Joseph, dans le Quartier latin. Il affirme à ses juges qu'« un génie ne se préoccupe pas de basses choses matérielles ». Déclaré aliéné mental, il échappe à la prison mais est interné d'office à la Maison de santé d'Ivry pendant sept mois. La question de son état mental se pose alors : est-il fou ou a-t-il simulé la folie pour éviter la prison ? Un premier expert psychiatre le déclare « délirant et irresponsable » mais un second conclut à « un individu sans scrupules, dépourvu de tout sens moral ».
Rendu à la liberté le 20 février 1937, il reprend tranquillement ses consultations.

### L'affaire Petiot

#### Le cabinet macabre

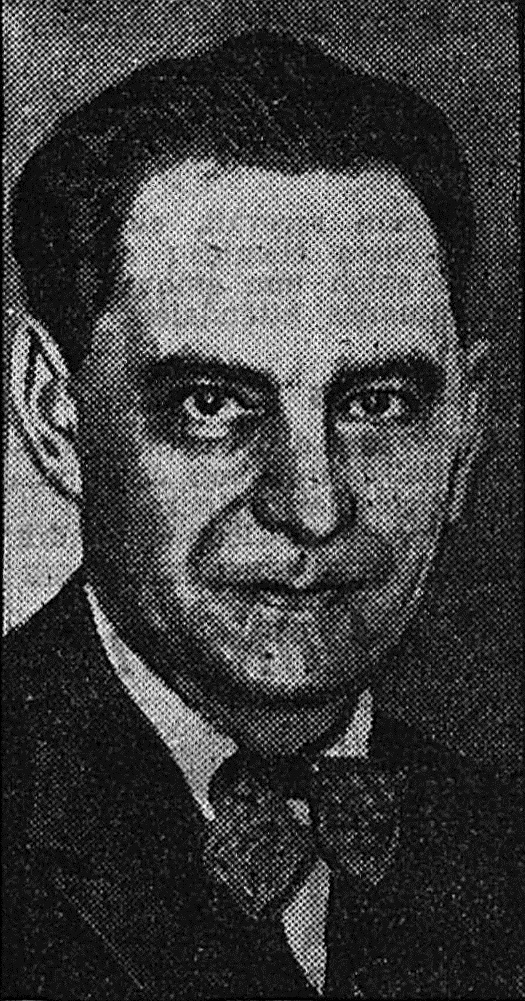
Portrait photographique du docteur Petiot.

Le 11 août 1941, il acquiert un hôtel particulier, à Paris, au 21, rue Le Sueur. Il y réalise d'importants travaux : il fait surélever le mur mitoyen pour empêcher toute vue sur la cour et transforme les communs en cabinet médical. Lors de fouilles ultérieures, la police découvrira une cave insonorisée intégralement aménagée comportant :
- des doubles portes ;
- une pièce triangulaire équipée d'un judas permettant d'observer l'agonie des victimes. Après les avoir droguées en leur administrant une piqûre sous prétexte de vaccination pour le voyage, il les faisait entrer et leur demandait de patienter une heure ou deux. Avant de quitter ce cagibi, Petiot jetait des boules de cyanure de potassium dans un seau hygiénique contenant de l'acide sulfurique dilué dans de l'eau distillée (ce mélange dégageait un gaz mortel) et calfeutrait les interstices, les asphyxiant dans cette chambre à gaz de sa confection[note 3] ;
- un puits rempli de chaux vive[17].

À partir de 1942, il propose un passage clandestin en Argentine à des personnes craignant d'être poursuivies par la Gestapo. Les candidats à l'évasion sont invités à se présenter chez lui, de nuit, munis d'une valise contenant bijoux, espèces et argenterie. Sous le nom de « docteur Eugène », il recrute deux rabatteurs : un coiffeur, Raoul Fourrier, et un artiste de music-hall, Edmond Pintard. Les prétendants au voyage disparaissent mystérieusement sans atteindre l'Amérique du Sud - pas même Yvan Dreyfus, un prisonnier envoyé par la Gestapo pour infiltrer le réseau.
Une première victime disparaît le 2 janvier 1942. Il s'agit de Joachim Guschinow, un fourreur juif voisin de Petiot. Il aurait apporté l'équivalent[réf. nécessaire] de 300 000 euros en diamants. Visant d'abord les personnes seules, Petiot s'en prend bientôt à des familles entières, en leur proposant des « tarifs de groupe ». Les victimes sont essentiellement des Juifs, mais aussi des malfrats désireux de se faire oublier, des prostituées et leurs souteneurs. Parallèlement à ces disparitions, d'autres individus connaissant le docteur, et risquant de le dénoncer, s'évanouissent dans la nature.
Les services allemands découvrent le réseau grâce à un second indicateur, un Français nommé Beretta. Petiot est arrêté et torturé pendant huit mois à la prison de Fresnes mais il n'avoue rien parce qu'il n'entretient aucun lien avec la Résistance. Il est libéré le 13 janvier 1944, faute de preuves. Il décide alors de faire disparaître des indices compromettants.

#### Découverte du charnier

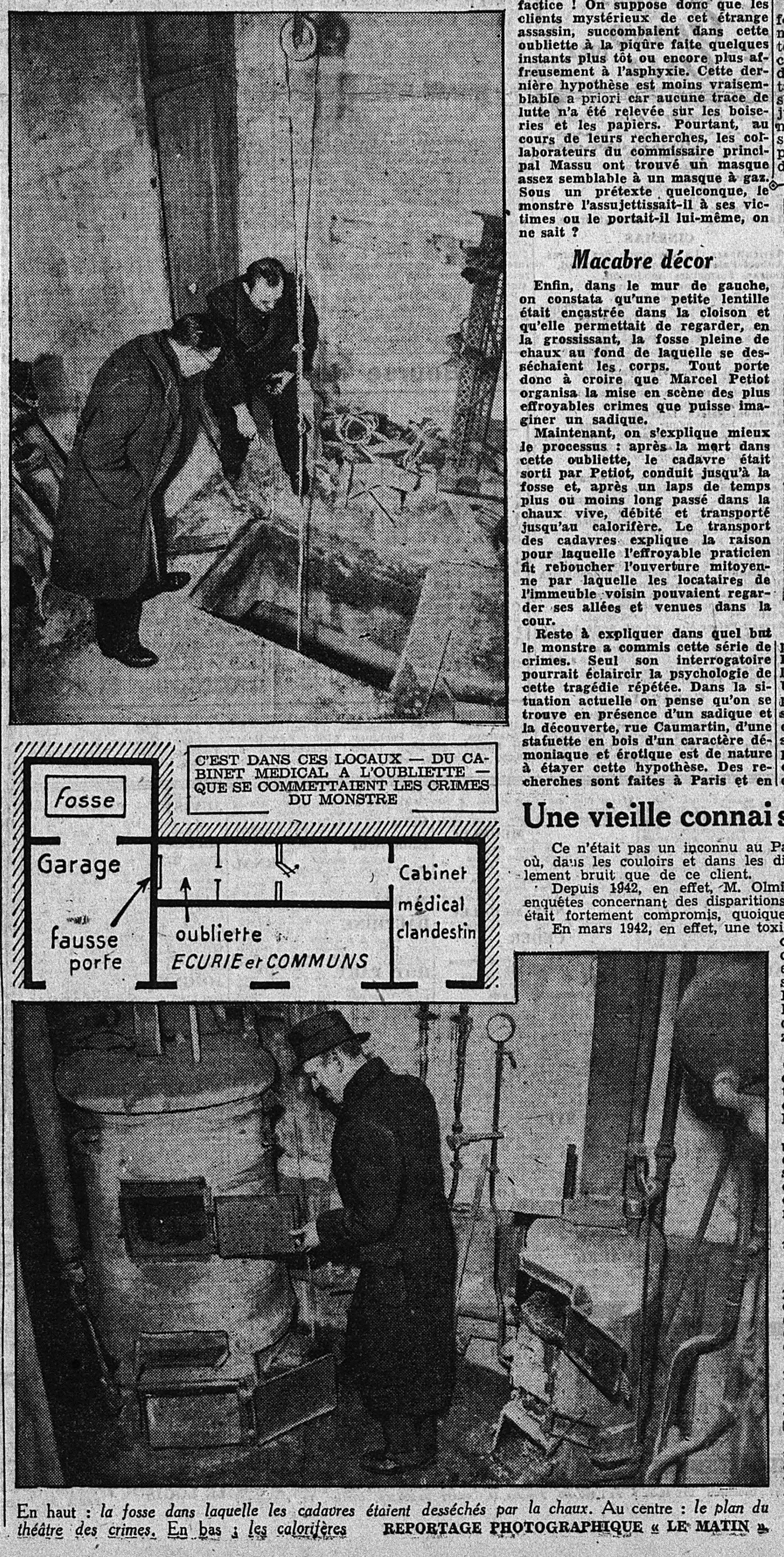
Une du journal Le Matin, 14 mars 1944.
Plan des locaux sis au 21, rue Le Sueur et photographies de la fosse et des calorifères.

Le 11 mars 1944, les pompiers sont alertés par des voisins incommodés, depuis plusieurs jours, par des odeurs pestilentielles provenant d'une cheminée de la maison à l'abandon située 21, rue Le Sueur. Ils fracturent une fenêtre et pénètrent dans l'immeuble. Ils sont vite alertés par les émanations et le ronflement d'une chaudière. Descendus dans la cave, ils découvrent sur le sol des corps humains dépecés, dont certains brûlent dans une des deux chaudières à bois d'où provient la fumée.
Ensuite, il existe plusieurs versions des faits :
- une première prétend que Petiot, qui ne demeure plus sur place, serait arrivé à bicyclette tirant une remorque recouverte d'une toile[21], se serait fait passer pour son frère Maurice ou pour un résistant, aurait constaté les faits (affirmant que tous les corps étaient ceux de nazis ou de collaborateurs que son frère ou lui-même avait tués), mystifiant ainsi les policiers qui l'auraient laissé partir[22] ;
- une autre version relate que Petiot ne serait jamais venu et que le commissaire Georges Massu, accompagné des inspecteurs principaux Schmitt et Battut, se serait présenté à son cabinet du 66, rue de Caumartin, dont il était absent[23] ;
- une troisième suppose que Petiot se serait rendu au 93, rue Lauriston, le siège de la Gestapo française. Son chef supposé, Henri Lafont, aurait découvert ses crimes et, par chantage, l'aurait contraint à travailler pour son compte avant de lui conseiller de disparaître[24].

Quoi qu'il en soit, Petiot s'est volatilisé.
Lors de perquisitions ultérieures rue Le Sueur, la police découvre au fond de la cour, dans un débarras, des dizaines de cadavres rongés par la chaux vive dans l'ancienne fosse septique, ainsi que 72 valises et 655 kilos d'objets divers dont 1 760 pièces d'habillement, parmi lesquelles : 21 manteaux de laine, 90 robes, 120 jupes, 26 sacs à main, 28 complets d'hommes, 33 cravates, 57 paires de chaussettes, 43 paires de chaussures, une culotte de pyjama d'enfant appartenant au jeune René Kneller, disparu avec ses parents.
La liste de ses victimes n'est pas arrêtée. D'après la Police judiciaire en 1944, les noms suivants sont identifiés : Joachim Guschino, Jean-Marie Van Biver, Marthe Khait, Bertholomus, Annette Petit, Joseph Reocreux, Maurice Wolff, Lucie Braun, Rachel Marx, Joséphine Grippay, Joseph Pieruchi, Adrien Estebeteguy,, Gisèle Rossmy, Ivan Dreyfus, Claudia Chamoux, François Albertini, Marie Scheuker, Siegfried Bosch, Ludwika Hollaner, Ludwig Krusberg, Chaim Sckouker, Franzeslaw Ehrenreich.

#### Arrestation

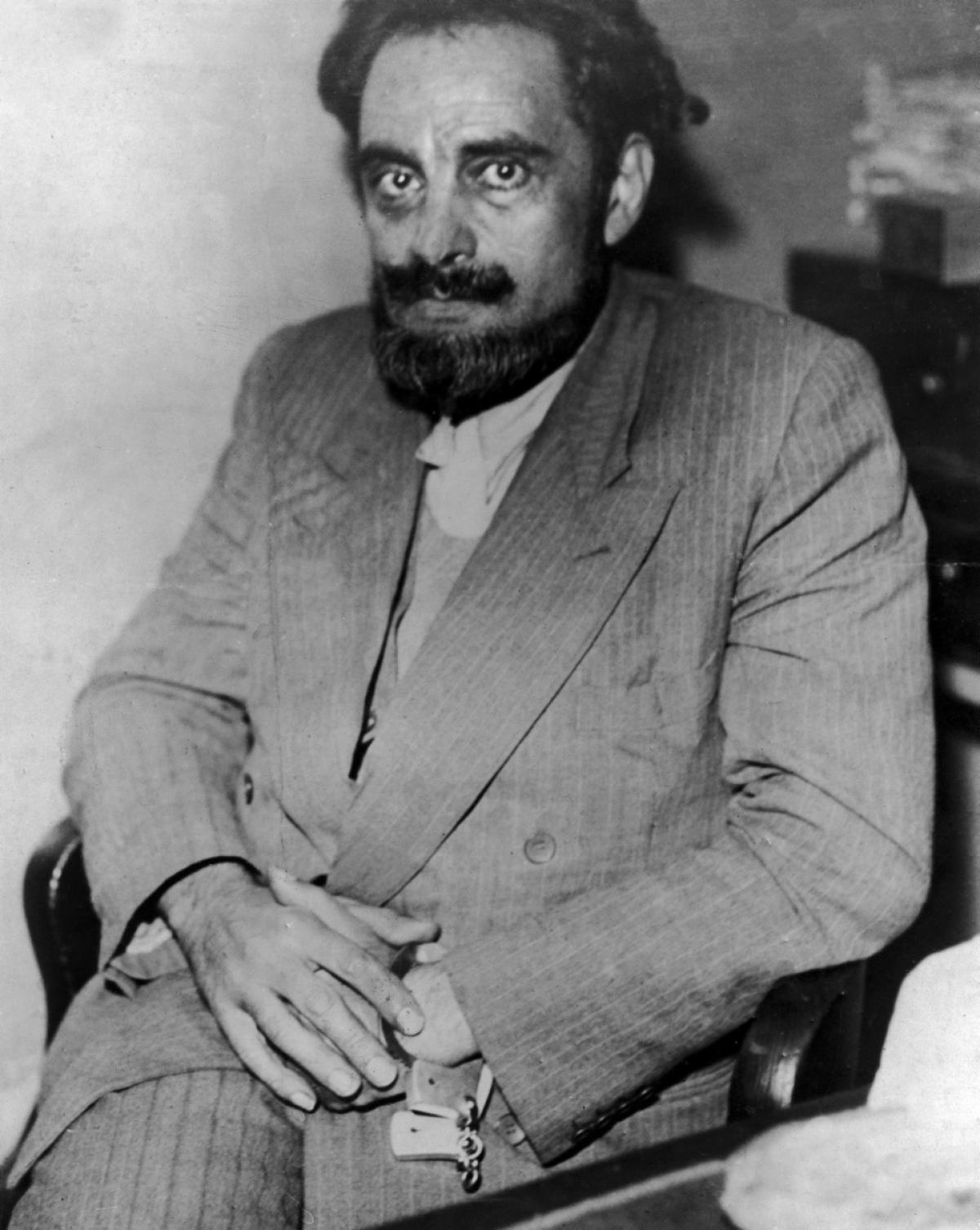
Marcel Petiot barbu sous l'identité du « capitaine Valéry », photographié après son arrestation fin octobre 1944.

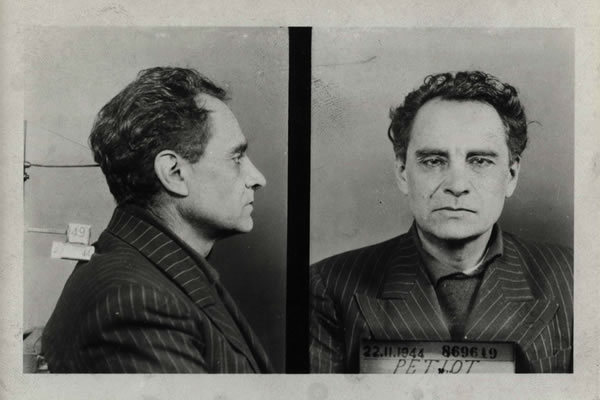
Photographie d'identité judiciaire du docteur Petiot, 22 novembre 1944.

En fuite, Petiot s'engage dans les Forces françaises de l'intérieur sous le nom de « Capitaine Valéry ». Lors de son procès, il expliquera que son propre réseau, nommé « Fly Tox » – marque alors très connue d'une pompe à main insecticide et allusion ironique à la chasse aux mouchards – avait été démantelé par les Allemands. Devenu médecin-capitaine, il est affecté à la caserne de Reuilly où il est devenu le Dr Wetterwald, officier de Sécurité militaire chargé de l'épuration des traîtres et des collaborateurs.
À la Libération, un mandat d'arrêt est lancé contre lui mais il reste introuvable.
En septembre 1944, Jacques Yonnet, lieutenant à la DGER, publie dans le journal Résistance un article provocateur intitulé « Petiot, soldat du Reich ». Imprudent, Petiot utilise son droit de réponse. En adressant au journal une lettre manuscrite, il tombe dans un piège. Le journal n'étant diffusé que dans la capitale et en banlieue, la police en déduit qu'il se cache à proximité, au sein de la Résistance. Elle compare son écriture – facilement identifiable – à celle de tous les officiers FFI parisiens.
Finalement, l'inspecteur Henri Soutif (qui a remplacé Georges Massu, alors emprisonné) l'arrête le 31 octobre 1944 dans les escaliers de la station de métro Saint-Mandé - Tourelle. On trouve dans ses poches un revolver 9 mm, une carte de l'Association France URSS, une carte du Parti communiste, trente et un mille francs et des papiers d'identité au nom de Valéry, Wetterwald, Gilbert, de Frutos et Cacheux. L'enquête met au jour la complicité de son frère Maurice, commerçant rue du Pont à Auxerre ; de sa femme Georgette ; de sa belle-fille et maîtresse Léonie Arnaux ; d'Albert Neuhausen, marchand de cycles à Courson-les-Carrières, chez qui ont été retrouvées des valises.

#### Procès et condamnation

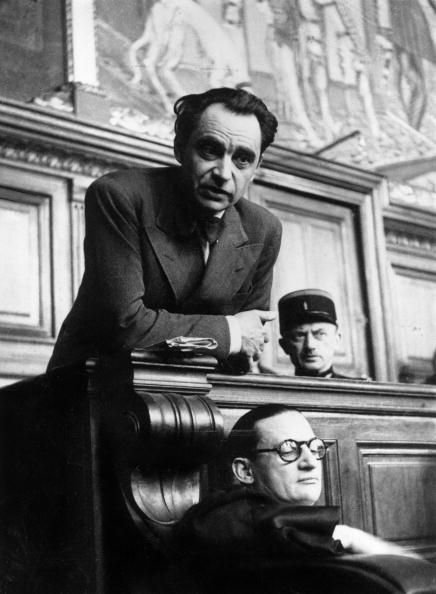
L'avocat René Floriot et son client Marcel Petiot durant le procès, 1946.

Alors que l'épouse du docteur Petiot et Albert Neuhausen sont accusés de recel et son frère Maurice d'homicide involontaire, le juge d'instruction Ferdinand Gollety arrivé au bout de son enquête rend une ordonnance de non-lieu en leur faveur. Petiot, que la presse baptise « docteur Satan », est jugé seul, du 18 mars au 4 avril 1946, par la cour d'assises de la Seine, présidée par Marcel Léser, pour homicides volontaires avec vol, guet-apens et préméditation. Il lui est reproché d'avoir commis, entre 1942 et 1944, vingt-sept assassinats, dont ceux de douze Juifs et de quatre proxénètes accompagnés chacun de leur prostituée.
Dès le deuxième jour du procès, par fanfaronnade, Petiot revendique soixante-trois meurtres. Il affirme qu'il s'agit de cadavres de traîtres, de collaborateurs et d'Allemands. Jusqu'au bout, il prétend avoir tué « pour la France ». Toutefois, il reste incapable d'expliquer pourquoi un pyjama d'enfant figure dans les affaires dérobées à ses victimes, ni comment les corps retrouvés sont ceux d'innocents.
Durant les auditions, il montre une attitude désinvolte et va même jusqu'à s'endormir. Cependant, l’expertise psychiatrique ne lui décèle pas de maladie mentale. Le docteur Génil-Perrin témoigne « Nous nous sommes mis à trois ; nous n’avons découvert chez Petiot aucun trouble mental et nous avons conclu à sa pleine responsabilité ».
Malgré la plaidoirie de six heures prononcée par son avocat, René Floriot, il est condamné à mort pour vingt-quatre meurtres.

#### Détention et exécution
Après son arrestation, Petiot est incarcéré à la prison de la Santé en novembre 1944. Dans l’attente de son procès, il écrit un livre sur le jeu, les probabilités et la recherche de martingales : Le Hasard vaincu, ouvrage dans lequel il s’adonne aussi à quelques aphorismes sur la vie. Petiot dédicace son livre lors de suspensions d’audience à son procès. À la suite de sa condamnation à mort, il est transféré dans la cellule no 7 du quartier 7 de la prison de la Santé, où le prisonnier est soumis à une surveillance constante pour éviter qu’il ne se suicide. Petiot partage son temps entre la lecture et la confection de broderies. Son pourvoi devant la Cour de cassation, qui soutient cinq moyens, est examiné le 16 mai 1946. Puis son recours en grâce est rejeté par le président du GPRF Félix Gouin.
Au matin de l'exécution, quand l'avocat général Pierre Dupin le réveille en lui disant : « Ayez du courage, Petiot, c'est l'heure », il rétorque : « Tu me fais chier ». Et quand, au dernier moment, il lui demande s'il a quelque chose à déclarer, il répond : « Je suis un voyageur qui emporte ses bagages ». Ces paroles rappellent étrangement celles de Landru à son avocat, qui le pressait d'avouer ses crimes : « Cela, Maître, c'est mon petit bagage… ».
Soucieux de laisser une bonne image à maître Floriot, il lui demande de ne pas regarder l'exécution, affirmant : « Ça ne va pas être beau ! ».
Le 25 mai 1946, à 5 h 7, il est guillotiné dans la cour de la prison de la Santé, dans le 14e arrondissement de Paris. Le bourreau est Jules-Henri Desfourneaux. D'après les témoins, il meurt avec détachement, un sourire aux lèvres. Il est ainsi le premier condamné de droit commun guillotiné après la Libération,.
En marge de son acte de naissance, la mention de décès est erronée quant à l'arrondissement (il est inscrit : « décédé le 25 mai 46 à Paris 18e »).
Il est inhumé au cimetière parisien d'Ivry, dans le carré des suppliciés. Le terrain ayant été repris par l'administration après l'abolition de la peine de mort en 1981, les corps sont relevés à la fin des années 1990 si bien qu'on ignore ce que sont devenus ses restes.

## Postérité
La fortune criminelle amassée par Petiot est restée introuvable. Selon certaines estimations, elle aurait atteint quelque 30 millions d'euros (en valeur de 2012). Plusieurs personnes rachetèrent son hôtel particulier du 21 rue Le Sueur et le fouillèrent dans son intégralité pour y trouver un magot, en vain. Le bâtiment est détruit et remplacé par un immeuble neuf dans les années 1950.
Après l'exécution de son mari, Georgette Petiot travaille à Paris dans une boulangerie de la rue Notre-Dame-de-Nazareth. Bien que n'ayant pas assisté au procès, elle croit en l'innocence de son époux, déclarant en février 1948 : « Mon mari n'a pas été un assassin, ce fut un exécuteur... Mon mari n'a tué et enseveli que les gens que d'autres lui avaient désignés. » D'après des sources incertaines, elle serait partie rejoindre son fils Gerhardt en Amérique du Sud à la fin des années 1940. Cette installation de la famille Petiot en Argentine a peut-être été facilitée par une partie de l'argent des victimes, car il paraît étrange que rien n'ait été retrouvé de cette fortune. Mais cela n'a jamais pu être établi et le mystère demeure.
Gerhardt Petiot est mort le 22 septembre 2011 à l'âge de 83 ans.

## Petiot dans les œuvres de fiction

### Roman
- Dan Franck et Jean Vautrin, Les Aventures de Boro, reporter photographe, tome 7 : La Fête à Boro, Paris, Fayard, 2007 (rééd. Pocket, « no 13873 », 2010). – Personnage longuement décrit dans le roman.
- Jean-Pierre de Lucovich, Satan habite au 21 : Grands détectives 10/18.
- Bertrand Boileau, Le mystère du magot : éditions Fasciné. Retrouver le trésor de Petiot par les victimes spoliées est le centre de l'intrigue.
- Liv, préface de Jacques Pradel « Ils sont passés à l’acte » : éditions Larousse.
- Eric Giacometti et Jacques Ravenne, 669, Jean Claude Lattes, 2022 — Roman historico policier où Petiot apparaît sous son nom réel,  et où est retracée sa « carrière criminelle ».
- Romain Slocombe, Sadorski chez le docteur Satan, Robert Laffont, 2024.

### Bande dessinée
- Paul Gordeaux, Le Docteur Petiot, bandes dessinées parues dans les colonnes de France Soir, dans la série Le crime ne paie pas.
- Fabien Nury (scénario), Sylvain Vallée (dessin), Il était une fois en France, Paris, Glénat, 2007-2012. – Personnage secondaire dans les tomes 2, Le Vol noir des corbeaux (2008), et 3, Honneur et Police (2009). Lorsque Joseph Joanovici décline l'offre du docteur de quitter le pays par son entremise, le lecteur averti sait l'horreur à laquelle il échappe.
- Rodolphe (scénario), Jeanne Puchol (dessin), Assassins, Casterman, 2009 - tome 1 consacré au docteur Petiot.
- Jean-Pierre Pécau, Fred Duval, Fred Blanchard, Gaël Séjourné, Jean Verney, Jour J, Delcourt - Personnage dans le tome 2, Paris, secteur soviétique (2010).

### Radio
. 
- Affaires sensibles : Petiot docteur maléfique de Philippe Touzet.
- Hondelatte Raconte : Docteur Marcel Petiot de Christophe Hondelatte.
- Rendez-vous avec X: LE DOCTEUR PETIOT Samedi 27 septembre 2003
- Soyez témoins: l'affaire du dr Petiot chaine parisienne 18 juillet 1956 rediffusion France Culture[48]

### Musique
- Docteur Petiot : titre dans l'album 1313 d'Univers Zéro

### Cinéma
- 1957 : Les Sept Tonnerres (Seven Thunders). Film de Hugo Fregonese. Bien que l'action se passe à Marseille, le personnage du Dr. Martout est visiblement inspiré par le Dr Petiot.
- 1973 : Los Crímenes de Petiot, de José Luis Madrid. – Film espagnol de série B très lointainement inspiré de l'affaire Petiot.
- 1990 : Docteur Petiot, de Christian de Chalonge, avec Michel Serrault dans le rôle-titre.